# 비주얼 펀
비주얼 펀(visual pun) 또는 시각적 유희는 이미지를 포함한 언어유희를 말한다.

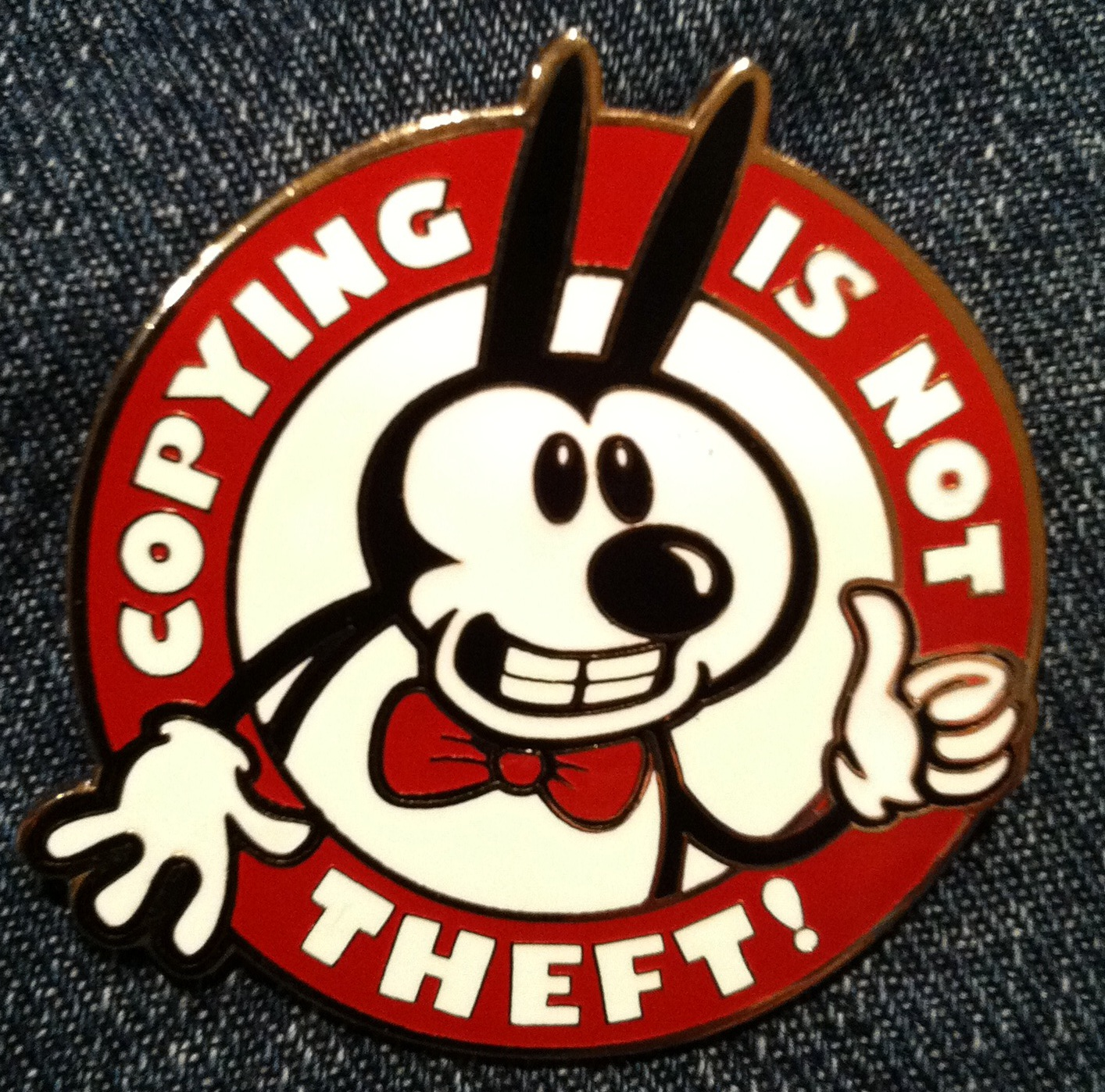
미키 마우스를 닮은 캐릭터가 그려진 "복제는 도둑질이 아니에요!"(Copying is not theft!) 배지는 복제에 대한 지적 재산권 산업과 그것의 태도를 상징한다.

비주얼 펀은 네덜란드의 '개블 스톤'의 비문에 포함된 이미지나 'Lost Consonants', 'The Far Side' 같은 카툰의 이미지가 있다. 유럽 문장학의 한 기법으로 '말 비꼬기' 같은 기법을 포함하며 언어 유희를 고려해 사용한다.

## 예
- '슈퍼 마리오브라더스'에서 마리오가 'fire flower'을 집으면, 불에 타오르듯이 변한다. 'fire flower 불 꽃'은 일어로 火花 (hi-bana; fire-flower)라고 쓰는데, 이것은 불꽃을 의미하고, 그에 따라 마리오가 '불꽃'을 집는 게 된다. 레벨의 마지막에는 불꽃놀이가 끝나는데, 이는 일어로 花火 (hana-bi; flower-fire) 반대의 의미이다.

- 1976년 버전의 '오멘'에서, Mr. Thorn (그레고리 펙)과 이야기를 나눈 후, 수녀의 발걸음에서 주기도문이 들린다.

- 달 탐험 프로그램' 로고를 한자 月(달)을 표현, 사람의 두 발로 글자 안에 넣었고 그 주변을 초승달이 둘러싸고있는 것으로 표현하였다. 이것은 '달을 걷는다'는 의미이다.

## 그림

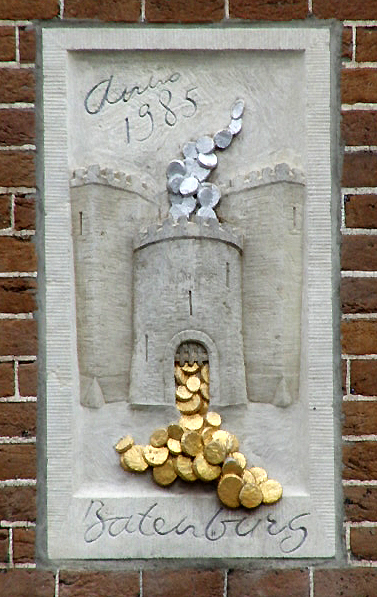
Batenburg gevelsteen, 암스테르담의 프린센그라흐트에 위치
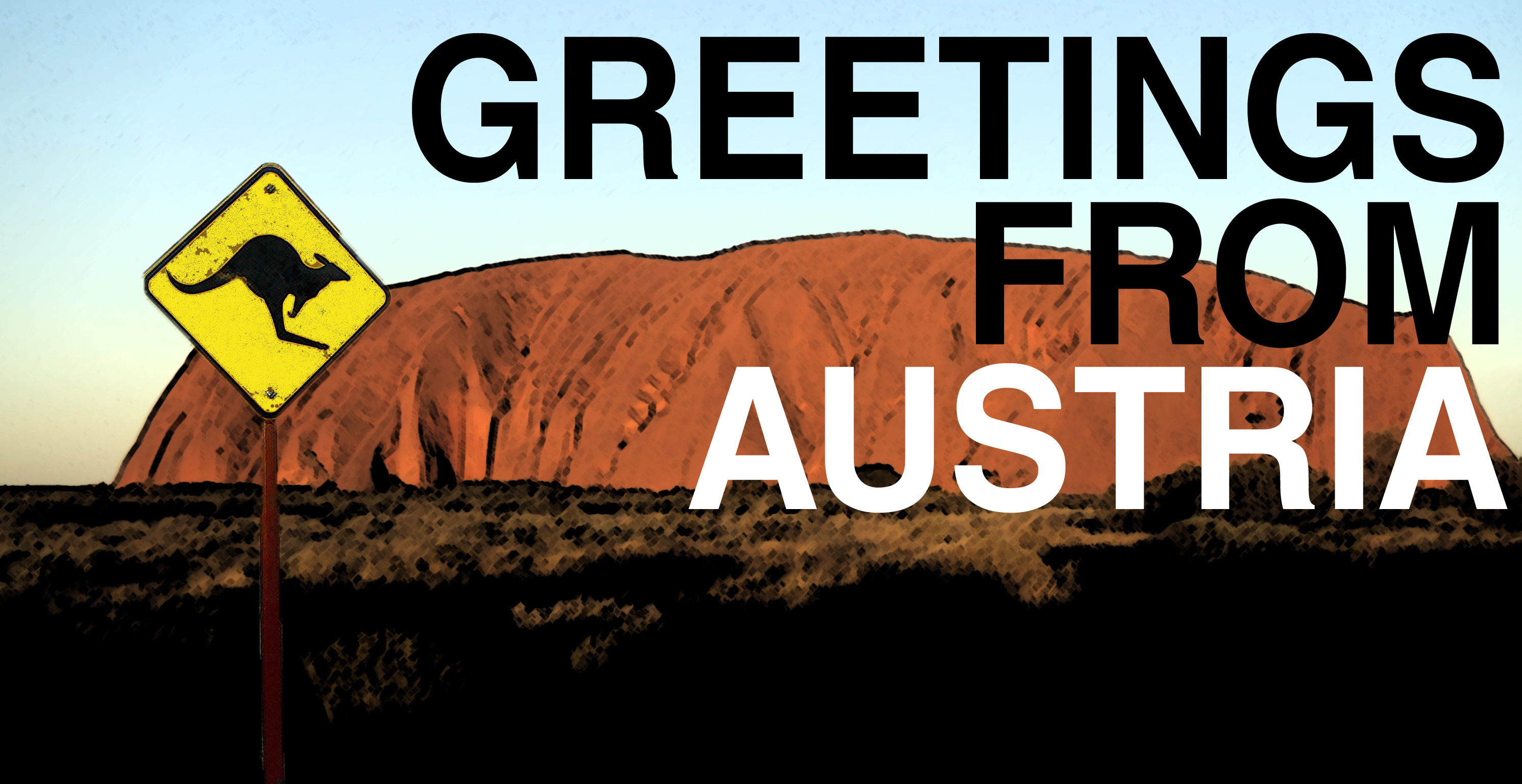
오스트레일리아의 울루루 사진
All is Vanity, 찰스 앨런 길버트 (1892)
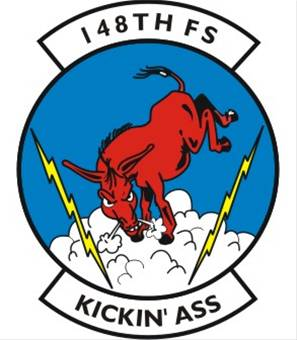
미국 애리조나주 공군 162 전투비행대의 148 전투비행단의 상징
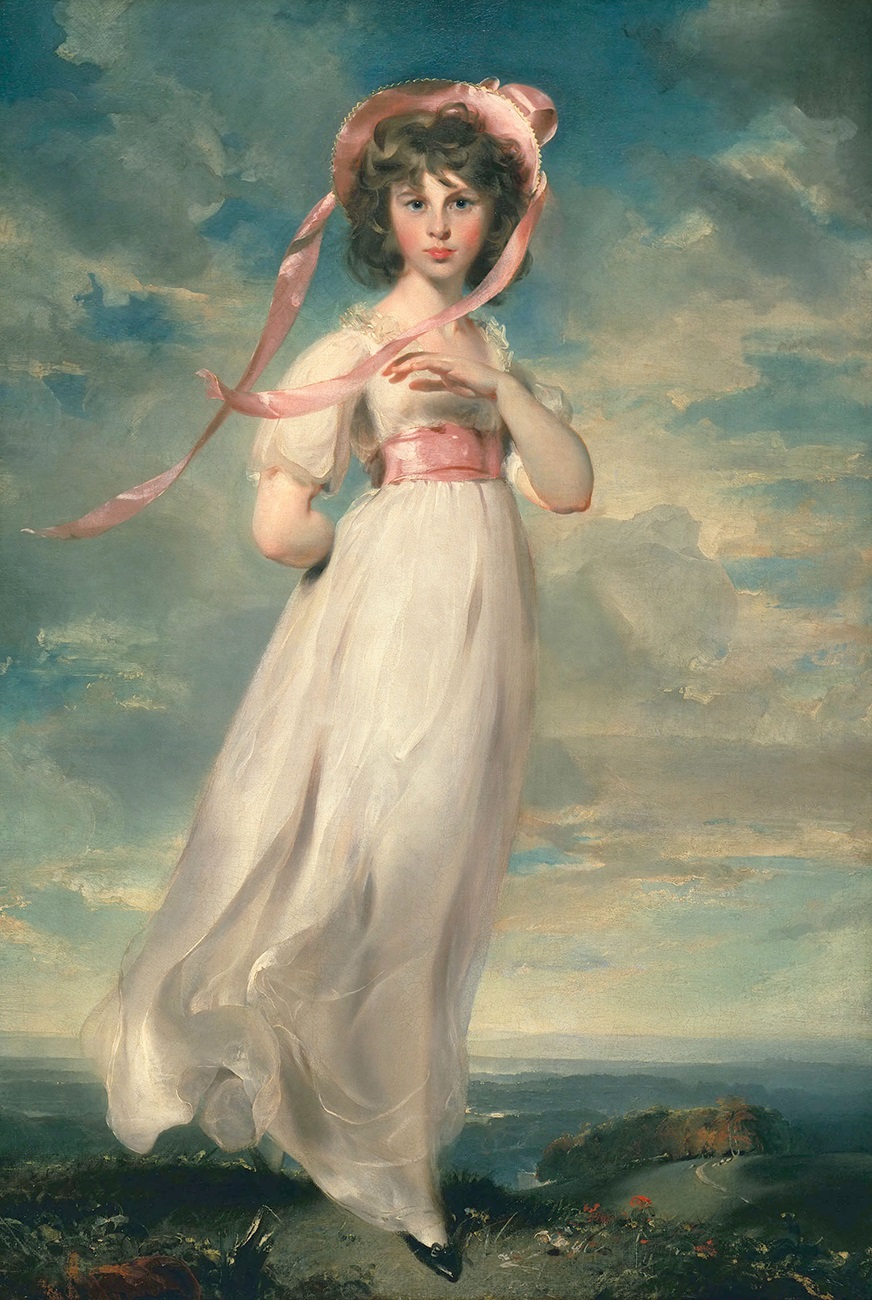
사라 바렛 몰튼: '핑키', 토마스 로렌, 캔버스위 유화, 57½" x 39¼" (146.1cm x 99.7cm)

## 같이 보기
- 슬랩스틱
- 언어유희

## 참고 문헌
- Christian Hempelmann; Andrea C. Samson (2007). 〈Visual Puns and Verbal Puns: Descriptive Analogy or False Analogy?〉.   Diana Popa; Salvatore Attardo. 《New Approaches to the Linguistics of Humor》 (영어). 갈라치: Editura Academica. 180-196쪽. ISBN 9738937256.